# Liste der Baudenkmale in Insel Poel
In der Liste der Baudenkmale in Insel Poel sind alle denkmalgeschützten Bauten der mecklenburgischen Gemeinde Insel Poel und ihrer Ortsteile aufgelistet. Grundlage ist die Veröffentlichung der Denkmalliste des Kreises Nordwestmecklenburg mit dem Stand vom 16. September 2020.

## Baudenkmale nach Ortsteilen

### Kirchdorf
| ID  | Lage    | Bezeichnung                      | Beschreibung | Bild                             |
| --- | ------- | -------------------------------- | ------------ | -------------------------------- |
| 753 | (Karte) | Kirche mit umgebenden Friedhof   |              | Weitere Bilder                   |
| 753 |         | Kriegerdenkmal 2. Weltkrieg      |              |                                  |
| 752 | (Karte) | ehem. Festungsanlage mit Vorwerk |              | ehem. Festungsanlage mit Vorwerk |

### Malchow
| ID  | Lage                    | Bezeichnung                                                              | Beschreibung | Bild                                                                     |
| --- | ----------------------- | ------------------------------------------------------------------------ | ------------ | ------------------------------------------------------------------------ |
| 918 | Im Breitling 39 (Karte) | Bauernhof: Wohnhaus, Niederdeutsches Hallenhaus, Stall, kleiner Schuppen |              | Bauernhof: Wohnhaus, Niederdeutsches Hallenhaus, Stall, kleiner Schuppen |

### Niendorf
| ID   | Lage    | Bezeichnung                                                                 | Beschreibung | Bild                                                                        |
| ---- | ------- | --------------------------------------------------------------------------- | ------------ | --------------------------------------------------------------------------- |
| 1029 | (Karte) | Bauernhof: Wohnhaus, Stall mit angebautem abgesenktem Gang, Fachwerkscheune |              | Bauernhof: Wohnhaus, Stall mit angebautem abgesenktem Gang, Fachwerkscheune |

### Schwarzer Busch
| ID   | Lage    | Bezeichnung               | Beschreibung | Bild                      |
| ---- | ------- | ------------------------- | ------------ | ------------------------- |
| 1366 | (Karte) | Gedenkstätte für KZ-Opfer |              | Gedenkstätte für KZ-Opfer |

### Timmendorf
| ID   | Lage    | Bezeichnung                  | Beschreibung          | Bild           |
| ---- | ------- | ---------------------------- | --------------------- | -------------- |
| 1411 | (Karte) | Leuchtturm und Lotsenstation | Leuchtturm Timmendorf | Weitere Bilder |

### Wangern
| ID   | Lage               | Bezeichnung                 | Beschreibung | Bild |
| ---- | ------------------ | --------------------------- | ------------ | ---- |
| 1447 | Wangern 17 (Karte) | ehem. Erbpachthof (Pension) |              |      |

## Quelle
- Denkmalliste des Landkreises Nordwestmecklenburg (Stand: 9. November 2023; PDF, 1,2 MByte)